# Damian Przytuła
Damian Przytuła (ur. 27 listopada 1998 w Olsztynie) – polski piłkarz ręczny, lewy rozgrywający, od 2017 zawodnik MMTS-u Kwidzyn.

## Kariera sportowa
Wychowanek Jezioraka Iława. W sezonie 2015/2016 rozegrał w III lidze 10 meczów i zdobył 56 goli. W sezonie 2016/2017 występował w pierwszoligowej Warmii Olsztyn. W 2017 przeszedł do MMTS-u Kwidzyn. W Superlidze zadebiutował 22 listopada 2017 w przegranym spotkaniu z Azotami-Puławy (18:27), w którym rzucił dwie bramki. W sezonie 2017/2018 rozegrał w najwyższej polskiej klasie rozgrywkowej 21 meczów i zdobył 26 goli. W sezonie 2017/2018 występował także czasowo na wypożyczeniu w pierwszoligowej Pomezanii Malbork (11 spotkań i 21 bramek).
W 2016 uczestniczył w mistrzostwach Europy U-18 w Chorwacji, podczas których rozegrał siedem meczów i zdobył osiem goli. W 2018 wystąpił w mistrzostwach Europy U-20 w Słowenii, w których rozegrał siedem spotkań i rzucił pięć bramek.
W grudniu 2018 został po raz pierwszy powołany przez trenera Piotra Przybeckiego na zgrupowanie reprezentacji Polski. W kadrze zadebiutował 28 grudnia 2018 w wygranym spotkaniu z Japonią (25:25, k. 4:3). Pierwszą bramkę zdobył 3 stycznia 2019 w przegranym meczu towarzyskim z Białorusią (28:30).

## Statystyki
| Warmia Olsztyn                  | 2016/2017 | I liga    | 11 | 16 | 1,5 |
| Pomezania Malbork               | 2017/2018 | I liga    | 11 | 21 | 1,9 |
| MMTS Kwidzyn                    | 2017/2018 | Superliga | 21 | 26 | 1,2 |
| Stan na koniec sezonu 2017/2018 |           |           |    |    |     |